# جولی دریسکال
جولی دریسکال (به انگلیسی: Julie Driscoll) ‎(زادهٔ ۸ ژوئن ۱۹۴۷ در لندن)‎ خوانندهٔ پاپ و جَز انگلیسی است.
دریسکال اولین تک‌آهنگاش را در سال ۱۹۶۳ و با نام «Take Me by the Hand» منتشر کرد. دو سال بعد به گروه استیم‌پَکِت پیوست که در آن افرادی مانند راد استیوارت حضور داشتند. استیم‌پَکِت عمر کوتاهی داشت و پس از آن‌که منحل شد دریسکال به‌همراه گروه بریان اوژِی اند د ترینیتیز با بازخوانی ترانهٔ «This Wheel's on Fire» باب دیلن موفق شدند تا رتبهٔ پنجم جدول پرفروش‌ترین‌های بریتانیا صعود کنند. پس از ضبط چند ترانهٔ دیگر و زمانی‌که اجرای دریسکال مورد توجه واقع شده‌بود، او بریان اوژِی و گروه‌اش را ترک کرد تا به تنهایی فعالیت موسیقی‌اش را ادامه دهد. او در سال ۱۹۶۹ اولین آلبوم تکی‌اش با نام 1969 را منتشر کرد که یک تغییر سبک قابل توجه از پاپ به جَز به‌شمار می‌آمد. این تغییر سبک، پی‌آمد همکاری دریسکال با گروه‌های د سافت مَشین و بلاسم توز در ضبط آن آلبوم بود.